# Cyclovalin
Cyclovalin ist eine nichtproteinogene α-Aminosäure und kann als cyclisches Derivat des Norvalins aufgefasst werden. Von diesem unterscheidet es sich u. a. durch eine um zwei Wasserstoffatome geringere Molmasse. Bestimmendes Strukturelement ist ein Cyclobutanring. Das α-Kohlenstoffatom ist zudem kein Stereozentrum, Cyclovalin ist also nicht chiral.

## Eigenschaften

Zwitterion des Cyclovalins

Ähnlich wie andere Aminosäuren liegt Cyclovalin überwiegend als Zwitterion vor, dessen Bildung formell dadurch zu erklären ist, dass das Proton der Carboxygruppe an das freie Elektronenpaar des Stickstoffatoms der Aminogruppe wandert.
Im elektrischen Feld wandert das Zwitterion nicht, da es als Ganzes ungeladen ist. Genaugenommen ist dies am isoelektrischen Punkt (bei einem bestimmten pH-Wert) der Fall, bei dem das Cyclovalin auch seine geringste Löslichkeit in Wasser hat.

## Synthese
Ausgehend von Malonsäurediethylester und 1,3-Dibrompropan wird der Heterocyclus Cyclobutanspiro-5'-hydantoin hergestellt. Dessen Hydrolyse mit Natronlauge und anschließende Neutralisation mit Salzsäure liefert dann Cyclovalin.